# Henrettelse
 Der er for få eller ingen kildehenvisninger i denne artikel, hvilket er et problem. Du kan hjælpe ved at angive troværdige kilder til de påstande, som fremføres i artiklen.

Henrettelse er eksekvering af dødsstraf i henhold til en afsagt dødsdom. Det er samfundet, der dræber en forbryder. I modsætning hertil er mord og drab kriminelle handlinger. Justitsmord betød oprindeligt, at en uskyldig blev idømt dødsstraf. Nu bruges det om enhver uretfærdig dom. Likvidering bruges om et koldblodigt planlagt mord.

## Henrettelsesmetoder
1. Blodørn, metode omtalt i nordiske sagaer
2. Brænding på bål, tidligere anvendt i religiøse henrettelser (eksempelvis hekse og kættere)
3. Elektrisk stol, anvendes i visse amerikanske delstater
4. Garottering, anvendt i Spanien endnu under Franco
5. Gaskammer, anvendes bl.a. i Californien
6. Giftinjektion, anvendes i flere lande, bl.a. i staten Texas
7. Halshugning (med sværd, økse eller Guillotine)
8. Skydning, anvendes traditionelt under krigsforhold
9. Hængning
10. Kogning
11. Kasten for vilde dyr (løver, bjørne, slanger)
12. Korsfæstelse, anvendt i Romerriget
13. Kvælning ved levende begravelse eller drukning
14. Påtvunget selvmord, som da Sokrates blev tvunget til at drikke saften fra Skarntyde.
15. Radbrækning
16. Spidning på pæl
17. Spidsrod, egentlig militær pryglestraf, men reelt henrettelse ved mange slag
18. Stening, omtalt i Moseloven i Bibelen og i koranen. Metoden anvendes i enkelte muslimske lande
19. Sønderrivning med heste
20. Væltning af mur, anvendes i en del muslimske lande
21. Ophængning i lille bur, anvendt i Dansk Vestindien.
22. Gå planken ud, anvendtes på piratskibe
23. Henrettelse med elefant, anvendtes i Syd- og Sydøstasien
24. Messingoksen, anvendes i oldtidens Grækenland

## Udstillingsmåder
For at henrettelsen skulle virke afskrækkende eller ydmygende kunne den henrettedes lig blive udstillet.
1. Stejling
2. Den hængte kunne hænges op sammen med en pelset ulv.

## Offentlighed
Mens forbrydere i dag ofte henrettes alene i nærvær af de foreskrevne vidner, var henrettelser tidligere ofte offentlige. Et af formålene med korsfæstelse var netop at tjene til advarsel. Metoder som gaskammer eller giftinjektion egner sig ikke til offentlighed.
Offentlige henrettelser ansås af mange for at være skuespil – en slags forlystelse.
H.C. Andersen måtte som latinskolelev i 1825 overvære halshugningen af tre mennesker, idet hans rektor fandt, at det var et gavnligt led i elevernes uddannelse. Den sidste offentlige henrettelse i Danmark skete i 1882. I Frankrig skete den sidste offentlige guillotinering i 1939.
I Danmark fuldbyrdedes efter 1945 46 dødsdomme for forbrydelser begået under den tyske besættelse. Dødsstraffene blev eksekveret ved skydning og udført af politifolk.

## Likvideringer og henrettelser i Danmark under besættelsen 1940–1945
- Værnemagten henrettede efter dom ved tysk krigsret 102 personer[1], og omkring 100 clearingmord [kilde mangler].
- Modstandsbevægelsen likviderede omkring 400 stikkere, der var farlige for deres landsmænd.
- 46 blev dødsdømt og henrettet i retsopgøret efter besættelsen.

## Historiske registreringer
- 14. august 1936 - den sidste offentlige henrettelse i USA foretages i Kentucky, da drabs- og voldtægtmanden Rainey Bethea hænges foran et offentligt publikum